# Candidato perenne
En ciencia política se le llama «candidato perenne» a un candidato político que se postula continuamente para un cargo sin resultar electo. Usualmente no se incluye como candidatos perennes a aquellos políticos que exitosamente logran la reelección de un cargo. Los candidatos perennes pueden ser de muy variadas formas; independientes sin apoyo de los partidos mayoritarios, candidatos de partidos principales que se postulan en distritos electorales seguros para el partido rival o participan sin éxito por la nominación de su partido en las primarias. Algunos candidatos perennes participan a sabiendas de que no pueden ganar la elección ya sea por sátira política, para impulsar agendas marginales o recibir beneficios reservados a candidatos como subvenciones estatales.

## Ejemplos
Argentina
- Jorge Altamira
- Nicolás del Caño

 Brasil
- José Maria Eymael, cuatro veces candidato presidencial, siempre recibiendo menos del 1%. También fue candidato no exitoso para alcalde de São Paulo.
- Rui Costa Pimenta, líder del Partido de la Causa Obrera ha sido candidato presidencial cuatro veces, quedando de último lugar. La más reciente elección de 2002 le dio 0,04 %.

 Chile
- Salvador Allende, candidato a presidente de Chile en 1952, 1958 y 1964, electo en 1970.
- Marco Enríquez-Ominami, candidato a presidente de Chile en 4 ocasiones y actual candidato a la presidencia para las elecciones en Chile de 2025.

 Colombia
- Horacio Serpa Uribe
- Antanas Mockus
- Noemí Sanín
- Álvaro Gómez Hurtado
- Enrique Peñalosa

 Costa Rica
- Otto Guevara Guth, cinco veces candidato presidencial.
- Walter Muñoz Céspedes, cinco veces candidato presidencial.
- Máximo Fernández Alvarado, tres veces candidato presidencial.

 Estados Unidos
- Doug Bennett, candidato fallido al Senado de Massachusetts, Concejo Municipal de Boston, Senado de Estados Unidos y para comisario de Suffolk County.[2][3][4]
- Henning A. Blomen, 14 veces candidato a gobernador de Massachusetts.
- Jeff Boss, teórico de la conspiración candidato presidencial 3 veces.
- Ted Brown, candidato de California del Partido Libertario ha sido candidato 14 veces, siempre recibiendo menos del 6 %.
- William Bryk. 4 veces no exitosas de ser candidato al Senado, por distintos estados.
- Pasquale Caggiano, 7 veces candidato a alcalde de Lynn, Massachusetts, obteniendo por fin el triunfo en la última elección, falleció tres meses después.
- Mark Callahan, candidato a presidente de los Estados Unidos, a la legislatura estatal de Oregon y al Senado, sin éxito.
- Doug Cloud, republicano, ha buscado ganar un escaño del Congreso por Washington seis veces, sin éxito: en 2004, 2006, 2008, 2010 y 2012.
- Jack Davis, cinco veces candidato al Congreso por el estado de Nueva York sin éxito.
- Eugene V. Debs, líder del Partido Socialista, fue candidato presidencial cinco veces: en 1900, 1904, 1908, 1912 y 1920. Su mayor apoyo fueron 913,664 votos.
- Earl Dodge, candidato presidencial del Partido de la Prohibición en seis ocasiones, vicepresidencial en dos, candidato a gobernador de Colorado en cinco (1970, 1974, 1982, 1986 y 1994) y al Senado por Kansas en una.
- Jack Fellure, precandidato en las primarias republicanas en cada elección entre 1998 y 2012, sin éxito. Se pasó luego al Partido de la Prohibición.
- Roque De La Fuente
- Althea Garrison, política transgénero, fue candidata sin éxito a diversos cargos como el Concejo Municipal de Boston, alcalde de Boston y a la Corte de Boston. Sería electa en la Cámara de Representantes de Massachusetts convirtiéndose en la primera persona transgénero en ser electa en una legislatura estatal estadounidense.[5][6]
- Goodspaceguy, cuyo nombre original es Michael George Nelson, ha sido candidato a cargos locales, estatales y federales una docena de veces.
- John Hagelin, tres veces candidato del Partido de la Ley Natural.
- Robert Hagopian, candidato 20 veces.[7][8]
- Gus Hall, líder del Partido Comunista y 4 veces candidato presidencial.[9]
- James Harris, cinco veces candidato socialista a la presidencia.
- Howie Hawkins, cofundador del Partido Verde, ha sido candidato sin éxito a 20 cargos distintos.
- Keith Russell Judd, presidiario en una prisión federal, ha sido candidato en las primarias demócratas en tres ocasiones, en 2012 obtuvo 40% en la papeleta de Virginia Occidental frente al único otro rival, Barack Obama, como voto protesta.
- Alan Keyes
- Gloria La Riva, activista socialista, candidato presidencial en todas las elecciones desde 1984.
- Lyndon LaRouche
- Basil Marceaux[10][11]
- Jimmy McMillan, fundador del Rent Is Too Damn High Party, fue candidato a alcalde de Nueva York en 1993, 2005, 2009 y 2013, Senado de Estados Unidos en 2000, gobernador de Nueva York en 1994, 2006, y 2010, y presidente en 2012.
- Mike The Mover, 17 veces candidato a diversos cargos para promocionar su negocio de mudanzas.
- Ralph Nader, candidato presidencial en 1996, 2000, 2004 y 2008.
- Pro-Life, nombre legal que tenía originalmente Marvin Richardson, candidato del Partido de la Constitución en 17 ocasiones.
- Jack E. Robinson
- Jim Rogers
- Mary Ruwart[12]
- Al Sharpton
- Vermin Supreme

 Guatemala
- Sandra Torres candidata presidencial tres veces: 2015, 2019 y 2023

 México
- Nicolás Zúñiga y Miranda candidato presidencial diez veces: 1892, 1896, 1900, 1904, 1910, 1911, 1913, 1917, 1920, 1924 y dos veces candidato al Congreso de México. El excéntrico Zúñiga nunca consiguió salvo pocos votos pero siempre reclamó ser víctima de fraude electoral y se proclamó legítimo presidente de México.
- Cuauhtémoc Cárdenas Solórzano candidato presidencial tres veces: 1988, 1994 y 2000.

 Perú
- Roger Cáceres Velázquez, candidato presidencial del FRENATRACA en 1980 con el 2% de votos, 1985 con el 2% de votos y 1990 con el 1,3% de votos.
- Ezequiel Ataucusi, candidato presidencial del FREPAP en 1990 con el 1,1% de votos, en 1995 con el 0,8% de votos y en el 2000 con el 0,75% de votos.
- Ricardo Noriega, candidato presidencial por Todos por la Victoria en 2001 con el 0,31% de votos y por Despertar Nacional en 2011 con el 0,15% de votos. También fue candidato a senador por Unión Cívica Independiente en 1990.
- Fernando Olivera, candidato presidencial del Frente Independiente Moralizador en 2001 con el 9,85% de votos, Frente Esperanza en 2016 con el 1,08% y Frente de la Esperanza 2021 en 2021, donde no pudo participar.
- Ciro Gálvez, candidato presidencial de Renacimiento Unido Nacional en 2001, 2006 y 2021 sin superar el 1% de votos. También fue candidato no exitoso para el Gobierno Regional de Huancavelica en 2002 y 2006 y la alcaldía de Huancayo en 2014.
- Jaime Salinas, candidato a la alcaldía de Lima en 2002 y 2018 y presidencial en 2006, sin resultar electo y con porcentajes bajos como el 0,53% en las presidenciales del 2006 y el 3,5% en las municipales de 2018.
- Andrés Alcántara, candidato presidencial de Democracia Directa en 2021 con el 0,29% de votos. También no salió electo como Congresista en las elecciones del 2000, 2001, 2016 y 2020, y como Alcalde de Santiago de Chuco

 República Dominicana
- Guillermo Moreno, candidato presidencial en cuatro ocasiones: 2008, 2012, 2016 y 2020.

 Rusia
- Guennadi Ziugánov, cuatro veces candidato presidencial ruso.
- Vladimir Zhirinovsky, seis veces candidato presidencial ruso.

 Uruguay
- Jorge Pacheco Areco, había sido electo vicepresidente en 1966; tras el fallecimiento del presidente titular Óscar Gestido, Pacheco accedió a la presidencia, que ejerció entre 1968 y 1972. Después se postuló sin éxito en cuatro ocasiones: 1971, 1984, 1989, 1994.